# Kenji Yamamoto
Kenji Yamamoto (jap. 山本 健二, Yamamoto Kenji; * 28. August 1965 in der Präfektur Yamanashi) ist ein ehemaliger japanischer Fußballspieler.

## Karriere
Yamamoto erlernte das Fußballspielen in der Schulmannschaft der Nirasaki High School und der Universitätsmannschaft der Komazawa-Universität. Seinen ersten Vertrag unterschrieb er 1988 bei Furukawa Electric. Der Verein spielte in der höchsten Liga des Landes, der Japan Soccer League. 1990 erreichte er das Finale des JSL Cup. Mit Gründung der Profiliga J.League 1992 und der damit verbundenen Neuorganisation des japanischen Fußballs wurde Furukawa Electric zu JEF United Ichihara. Für den Verein absolvierte er 53 Erstligaspiele. 1993 wechselte er zum Zweitligisten NTT Kanto. 1994 kehrte er nach JEF United Ichihara zurück. Für den Verein absolvierte er 29 Erstligaspiele. Ende 1995 beendete er seine Karriere als Fußballspieler.

## Erfolge
Furukawa Electric
- JSL Cup

Finalist: 1990